# The Reaper
«The Reaper» es una canción interpretada por el dúo estadounidense The Chainsmokers con la cantante australiana Amy Shark. Se lanzó  el 6 de diciembre de 2019 en Australia, como el séptimo sencillo del tercer álbum de estudio del dúo, World War Joy.

## Antecedentes
El 26 de noviembre de 2019, durante su gira World War Joy, el dúo anunció que su álbum se lanzaría el 6 de diciembre. Luego, la lista completa de canciones estuvo disponible en su tienda, revelando esta colaboración. El 4 de diciembre, The Chainsmokers publicó la versión de la canción en sus redes sociales. El 5 de diciembre, Amy Shark publicó el video con la letra en su Facebook diciendo: «The Chainsmokers me pidió que participara en 'The Reaper'. Realmente me encanta esta canción, es súper sexy y temperamental». Shark agregó más tarde: «Qué gran honor que mis muchachos me pidan que aparezca en esta pista».

## Recepción
Laura English de Music Feeds calificó la canción como «un éxito pop oscuro y melancólico, lleno de la producción clásica de Chainsmokers con la voz de Shark [que] realmente le da a la pista algo más de profundidad». Hit Network en Australia llamó a la canción «un éxito».

## Posicionamiento en listas
| Listas (2019-20)                 | Mejor posición |
| -------------------------------- | -------------- |
| Australia (ARIA)                 | 47             |
| Australia Dance (ARIA)           | 8              |
| Nueva Zelanda Hot Singles (RMNZ) | 13             |

## Certificaciones
| País (organismo certificador) | Certificación | Unidades certificadas |
| ----------------------------- | ------------- | --------------------- |
| Australia (ARIA)              | Platino       | 70 000                |

## Historial de lanzamiento
| País      | Fecha                  | Formato                      | Discográfica                 | Ref    |
| --------- | ---------------------- | ---------------------------- | ---------------------------- | ------ |
| Varios    | 6 de diciembre de 2019 | Descarga digital y Streaming | Disruptor Records y Columbia | [ 10 ] |
| Australia | 6 de diciembre de 2019 | Contemporary hit radio       | Sony y Columbia              | [ 11 ] |